# يان فان دن بيرغ
يان فـان دن بيرغ هو لاعب كرة قدم بلجيكي، ولد في 2 أكتوبر 1994 في بونهيدان ‏ في بلجيكا. لعب مع K.S.K. Heist ‏.

## وصلات خارجية
- يان فـان دن بيرغ على موقع قاعدة بيانات كرة القدم.إي يو (الإنجليزية)
- يان فـان دن بيرغ على موقع Soccerway.com (الإنجليزية)
- يان فـان دن بيرغ على موقع عالم كرة القدم.نت (الإنجليزية)